# Municipio de Hamilton (condado de Franklin, Ohio)
El municipio de Hamilton (en inglés: Hamilton Township) es un municipio ubicado en el condado de Franklin en el estado estadounidense de Ohio. En el año 2010 tenía una población de 8260 habitantes y una densidad poblacional de 227,25 personas por km².

## Geografía
El municipio de Hamilton se encuentra ubicado en las coordenadas 39°50′59″N 82°57′39″O / 39.84972, -82.96083. Según la Oficina del Censo de los Estados Unidos, el municipio tiene una superficie total de 36.35 km², de la cual 34.74 km² corresponden a tierra firme y (4.43%) 1.61 km² es agua.

## Demografía
Según el censo de 2010, había 8260 personas residiendo en el municipio de Hamilton. La densidad de población era de 227,25 hab./km². De los 8260 habitantes, el municipio de Hamilton estaba compuesto por el 92.48% blancos, el 3.89% eran afroamericanos, el 0.34% eran amerindios, el 1.04% eran asiáticos, el 0.01% eran isleños del Pacífico, el 0.42% eran de otras razas y el 1.82% pertenecían a dos o más razas. Del total de la población el 1.45% eran hispanos o latinos de cualquier raza.